# Капюшоновый зуёк
Капюшоновый зуёк (лат. Charadrius cucullatus) — вид птиц семейства ржанковых. Подвидов не выделяют. Эндемик Австралии.

## Описание
Капюшоновый зуёк — среднего размера ржанка, длиной от 190 до 230 мм и с размахом крыльев от 230 до 440 мм. Половой диморфизм в окраске оперения не выражен. Чёрный капюшон покрывает голову, горло и заднюю часть шеи. За чёрным капюшоном на задней части шеи проходит белый воротник. Спина и крылья светло-серые. Горло, грудь и нижняя часть тела белая. Клюв красного цвета с чёрным кончиком. Окологлазное кольцо красного цвета, ноги оранжевые. Взрослые и молодые особи похожи, за исключением того, что у молодых особей голова и задняя часть шеи песочно-коричневые.

## Распространение и места обитания
Капюшоновый зуёк является эндемиком Австралии; распространён в прибрежных районах Западной Австралии, Нового Южного Уэльса, Виктории и Тасмании, залётный вид в Квинсленде. Естественной средой обитания являются пресноводные марши, болота, прибрежные солёные лагуны и песчаные пляжи. Наибольшая плотность популяции отмечена на пляжах с водорослями и дюнами. 

## Биология
Капюшоновый зуёк питается обычно вблизи воды парами или небольшими группами. В состав рациона входят разнообразные беспозвоночные, в частности насекомые, двустворчатые моллюски, морские черви и др..
Сезон размножения продолжается с августа по март. Гнездо располагается на океанских пляжах в узкой полосе между отметкой максимального прилива и передними дюнами и представляет собой неглубокую ямку в песке, выстланную галькой, морскими водорослями и мусором. В кладке 1—3 яйца грушевидной формы, матово-бежевого или кремового цвета с многочисленными тёмно-коричневыми отметинами, размером 37х27 мм. Инкубационный период продолжается 28—30 дней. Оба родителя принимают участие в насиживании яиц и заботе о птенцах, хотя самцы насиживают яйца немного длительное время в ночные часы. 